# Capstone Software

Logo da Capstone Software

Capstone Software é uma fabricante de software de jogos de computador baseada em Miami.
Foi fundada em 1984, e fez jogos como Corridor 7: Alien Invasion, William Shatner's TekWar e Witchaven.
Entrou em falência em  1996.